# Vorarlberger Bergkäse
Vorarlberger Bergkäse er en regional ostespecialitet fra delstaten Vorarlberg i Østrig. Det er beskyttet gennem EUs system for beskyttet oprindelsesbetegngelse (BOB).

## Karakteristika
Vorarlberger Bergkäse modnes i 3 til 6 måneder, nogle endda i op til 2 år og længere. Den har en typisk rund brødform med en diameter på omkring 55 til 65 cm og en vægt på op til 35 kg. Bregenzerwald Bergkäse har små huller, der betragtes som et kendetegn for kvalitet. Aromaen spænder fra mild til krydret, smagen er nøddeagtig og har typiske urtetoner. Fedtindholdet er 45 g pr 100 g tørstof.

## Produktion
Vorarlberger Bergkäse må udelukkende fremstilles af naturlig råmælk, og kun i mejerier i Bregenzerwald, Großes Walsertal, Kleinwalsertal, Leiblachtal og i Alpenrhein.

### Traditionelt landbrug
I Bregenzerwald praktiseres et skiftebrug som er unik for regionen, se (Maiensäss). Det betyder, at køerne holdes på græsgange i forskellige højder på bjergene afhængigt af årstid, så køerne får frisk foder på bjergmarkerne mellem maj og oktober, mens høstes græs på dalenes enge for at have hø om vinteren. Det er derfor ikke nødvendigt med "silofodring". Mælken behandles med det samme på bjergsiderne, såkaldt Alpkäse, mens mælken fra begyndelsen af oktober til slutningen af maj forarbejdes til Bergkäse.

### Kvalitetskontrol
Vorarlberger Bergkäse må kun produceres ved hjælp af traditionelle metoder. Strenge kvalitetsbestemmelser gælder for den anvendte råmælk: kun landbrug med overvejende græsarealer uden fodring med ensilage har lov til at levere mælk til Vorarlberger Bergkäse. Der skal også leveres til mejeriet mindst en gang dagligt og forarbejdes straks.

## Historie
Produktion af ost har en lang tradition i Bregenzerwald. Skiftebrug og hold af husdyr blev tilført af Keltere. På den måde opstod bjergost, men indtil anden halvdel af det 17. århundrede blev der dog hovedsagelig fremstillet surmælksost (se Montafon#Montafoner Sauerkäse). Efter afslutningen af Trediveårskrigen (1618–1648) kom hyrder fra Appenzell i Schweiz til Bregenzerwald. De bragte deres måde at behandle råmælk med sig. Her skummes mælken ikke, men osten fremstilles af råmælken. Sådan fremstilles hård ost. Sådan opstod Vorarlberger Bergkäse. Kun naturlig osteløbe anvendes.
I midten af det 18. århundrede blev der produceret så meget hård ost i Vorarlberg, at man så sig nødsaget til at prøve at eksportere det, hovedsageligt til Italien.

### Osteproduktion i nyere tid
Med det formål at støtte og bevare den lokale mejeriproduktion og den traditionelle landbrugsarv blev Käsestrasse Bregenzerwald grundlagt i 1998. Det er en organisation, der organiserer landmænd, handlende og håndværkere. Man kan se osteproduktionsprocessen og deltage i ostesmagninger.